# Jeff Nolmans
Jeffrey Nolmans (20 maart 1987) is een Belgisch voormalig basketballer en huidig basketbalcoach.

## Carrière
Nolmans speelde zelf een tijdje basketbal bij KBBC Sparta Laarne, Gent-Oost Eagles, Amon Jeugd Gentson en opnieuw bij Laarne. Op 27-jarige leeftijd begon hij al met coachen. Hij was coach van de tweede ploeg van Laarne tot 2016. Hij kreeg in december 2016 de eerste ploeg in handen na ontslag van de toenmalige coach. Aan het einde van het seizoen verliet hij de club en trok naar Sgolba Aalter waar hij opnieuw de tweede ploeg in handen kreeg. Het seizoen erop werd hij coach bij Amon Jeugd Gentson waar hij de eerste ploeg van de vrouwen trainde.
In 2021 trok hij naar Kortrijk Spurs waar hij eerst jeugd trainde in het seizoen 2021/22. Vanaf 2022 was hij assistent-coach van de eerste ploeg. In februari 2024 nam hij als interim-coach de rol van hoofdcoach op na het ontslag van Christophe Beghin. Na de komst van de Nederlandse coach Johan Roijakkers was er geen plaats meer voor Nolmans.
Voor het seizoen 2025/26 werd hij hoofdcoach van tweedeklasser LDP Donza waar hij Jan Guns opvolgde.

## Erelijst

### Als assistent-coach
- Kampioen tweede klasse: 2022